# Обрад Белошевић
Обрад Белошевић (Лесковац, 28. априла 1928. — Београд, 20. јануара 1986) је српски кошаркашки судија који је са првом генерацијом кошаркашких судија ушао у новоотворену Кућу славних ФИБА 1. марта 2007. у Алкобендасу у Шпанији.
Судио је преко 300 утакмица Првенства Југославије од 1951. до 1976. године. Делио је прваду на Олимпијским играма у Мексику 1968., светским прванствима 1970. и 1974. Два пута је судио финале Купа европских шампиона 1969. у Барселони (КК ЦСКА Москва - Реал Мадрид) и 1970. у Сарајеву (Варезе - КК ЦСКА Москва). Једном је судио и финале Купа Радивоја Кораћа.
Уочи финала Куп европских шампиона 1977. у Београду између (Макабија и Варезеа, ФИБА му је доделила Сребрну пиштаљку за изузетан допринос суђењу у светској кошарци.
По завршетку каријере судио је егзибициони меч између Реал Мадрида и европских звезда 1978. у Мадриду на специјални позив „краљевског клуба“.
Његов син Илија Белошевић је такође један од најбољих европских судија.